# Nieuport-Delage NiD 52
Ньюпор-Деляж NiD.52 (фр. Nieuport-Delage NiD 52) — французский истребитель фирмы Nieuport-Delage, разработанный в конце 1920-х годов и принятый на вооружение в Испании. Испанская фирма Hispano-Suiza построила по лицензии 125 самолётов, многие из которых приняли участие в Гражданской войне. Небольшое количество самолётов в модификации NiD 72 приобрели Бельгия и Бразилия.

## Модификации

### Nieuport-Delage NiD 52
Одноместный истребитель. Первая серийная модификация.

### Nieuport-Delage NiD 72
Модификация с цельнометаллической обшивкой. Опытный образец совершил первый полёт в январе 1928 года.

### Nieuport-Delage NiD 82
Опытный самолёт, изготовленный в 1930 году. По сравнению с базовой модификацией изменена форма верхнего крыла в плане, установлено новое вертикальное оперение и двигатель. Первый полёт с двигателем Hispano-Suiza 12 Lb мощностью 600 л. с., позже двигатель заменили на Lorraine 12Ha Petrel мощностью 500 л. с. Максимальная скорость равнялась 275 км/час.
В августе 1931 года нижнее крыло было снято, что превратило самолёт в моноплан с крылом типа «парасоль». Позднее самолёт был продан в Испанию.

## Эксплуатанты
- Бельгия
- Бразилия
- Испания

## Тактико-технические характеристики
Технические характеристики
- Экипаж: 1
- Длина: 7,64 м
- Размах крыла: 12,00 м
- Высота: 3,00 м
- Площадь крыла: 27,8 м²
- Масса пустого: 1 360 кг
- Масса снаряжённого: 1 800 кг
- Силовая установка: 1 × 12-цилиндровый Hispano-Suiza 12Hb
- Мощность двигателей: 1 × 500 л. с. (1 × 373 кВт)

Лётные характеристики
- Практическая дальность: 400 км[3]